# Gelbschulterweber

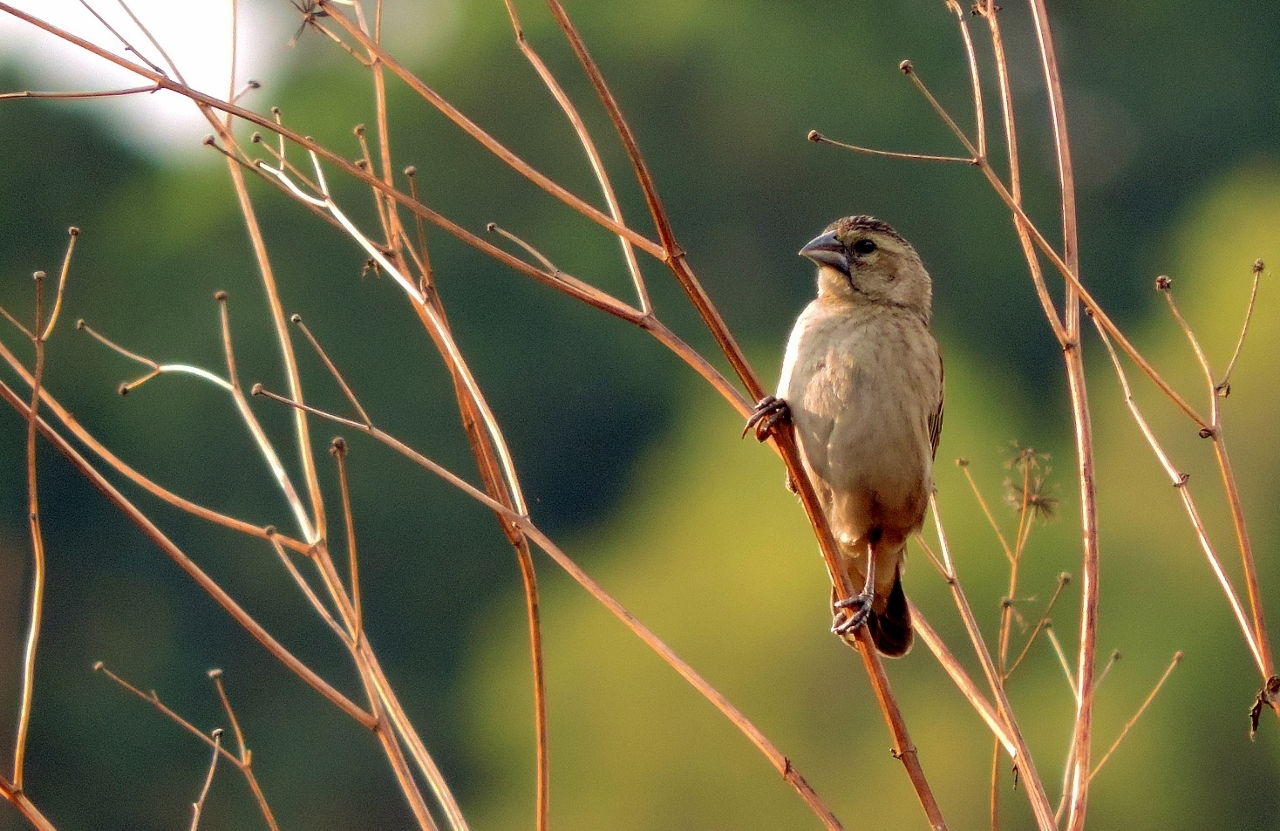
Gelbschulterweber, Weibchen

Der Gelbschulterweber, auch Gelbschulterwida, (Euplectes macroura, Syn.: Euplectes macrourus) zählt innerhalb der Familie der Webervögel (Ploceidae) zur Gattung der Feuerweber (Euplectes).
Das Artepitheton kommt von altgriechisch μακρός makrós, deutsch ‚groß‘ und altgriechisch οὖρα oúra, deutsch ‚Schwanz‘.
.

## Merkmale
Der Gelbschulterweber ist 14–19 cm groß und 22–29 g schwer, das Weibchen ist etwas kleiner und leichter. Das Männchen hat im Prachtkleid einen langen Schwanz und auffallend schwarzes und goldgelbes Gefieder, ist ansonsten schwarz. Der Mantel ist bei der Nominatform goldgelb, die Schultern sind in allen Formen gelb.
Im Schlichtkleid hat es wie Weibchen und Jungtiere eine ockerbraune Färbung mit dunklen Streifen auf dem Rücken, hellgrauem Bauch und hellem gelbbraunen Überaugenstreif.

## Verbreitung und Lebensraum
Gelbschulterweber sind im tropischen und subtropischen nassen Grasland, baum- oder buschbestandenem Marschland sowie auf Reisfeldern weit verbreitet in Afrika zu finden.

## Geografische Variation
Es werden folgende Unterarten anerkannt:
- E. m. conradsi (A. Berger, 1908)[7] – im Nordwesten Tansanias, auf der Ukereweinsel im Viktoriasee
- E. m. macroura (Gmelin, 1789) – Nominatform, in Senegal, Gambia, Guinea-Bissau, Guinea, Sierra Leone, Liberia, Elfenbeinküste, im äußersten Süden Malis, in Burkina Faso, im äußersten Südwesten Nigers, in Ghana, Togo, Benin und Nigeria
- E. m. macrocercus (M. H. C. Lichtenstein, 1823)  – Im Hochland von Eritrea und Äthiopien sowie in Kenia und Uganda

## Ernährung
Gelbschulterweber ernähren sich überwiegend von Samen, insbesondere von Sauergrasgewächsen, auch von Grassamen.

## Fortpflanzung
Die Brutzeit liegt in Sierra Leone und in Liberia zwischen September und November, in Ghana zwischen Juni und August, in Benin zwischen Juni und November sowie in Burkina Faso zwischen August und September.

## Gefährdungssituation
Der Gelbschulterweber gilt als nicht gefährdet (Least Concern).